# Cuscomys ashaninka
Cuscomys ashaninka (Emmons, 1999) è un roditore appartenente alla famiglia Abrocomidae, i cui esponenti sono volgarmente chiamati ratti cincillà. È endemico delle Ande nella regione di Cusco (Perù meridionale) e unico esponente vivente del genere Cuscomys.

## Etimologia
Questo ratto cincillà fu descritto per la prima volta nel 1999 e inizialmente considerato come un nuovo esponente del genere Abrocoma, ma fu successivamente classificato in un genere a parte istituito ad hoc. Il suo nome scientifico fu coniato in onore del gruppo etnico peruviano dei Kampa, anche noti come Ucayali Ashéninca.

## Descrizione
È una specie arboricola di grandi dimensioni (per la famiglia di appartenenza): raggiunge, in media, i 30 cm di lunghezza, con una coda di 20 cm. La pelliccia è grigia con una banda bianca centrale sulla testa; bianche sono anche le aree del naso e della bocca.